# Wally Ziaja
Walter Erich Ziaja, meglio conosciuto con il nome Wally (Linz, 2 luglio 1949), è un ex calciatore statunitense, di ruolo difensore.

## Carriera

### Club
Dal 1971 al 1973 è in forza ai Bavarian Blue Ribbon per poi nella stagione 1973 venire ingaggiato dagli Atlanta Apollos, con cui ottenne il terzo e ultimo posto della Southern Division, non potendo così accedere alla fase finale del torneo.
Nella stagione 1974 passa ai Denver Dynamos, con cui chiude il campionato al terzo e ultimo posto della Central Division, non accedendo alla fase finale del torneo.

### Nazionale
Nel 1972, con la nazionale olimpica di calcio degli Stati Uniti d'America partecipò al torneo di calcio della XX Olimpiade, dove ottenne l'ultimo posto del Gruppo 1, giocando solo nella sconfitta per 7-0 contro la Germania.
Nel 1973 indossa in quattro occasioni la maglia della nazionale statunitense.

## Statistiche

### Cronologia presenze e reti in Nazionale
| Cronologia completa delle presenze e delle reti in nazionale ― Stati Uniti | Cronologia completa delle presenze e delle reti in nazionale ― Stati Uniti | Cronologia completa delle presenze e delle reti in nazionale ― Stati Uniti | Cronologia completa delle presenze e delle reti in nazionale ― Stati Uniti | Cronologia completa delle presenze e delle reti in nazionale ― Stati Uniti | Cronologia completa delle presenze e delle reti in nazionale ― Stati Uniti | Cronologia completa delle presenze e delle reti in nazionale ― Stati Uniti | Cronologia completa delle presenze e delle reti in nazionale ― Stati Uniti |
| Data                                                                       | Città                                                                      | In casa                                                                    | Risultato                                                                  | Ospiti                                                                     | Competizione                                                               | Reti                                                                       | Note                                                                       |
| -------------------------------------------------------------------------- | -------------------------------------------------------------------------- | -------------------------------------------------------------------------- | -------------------------------------------------------------------------- | -------------------------------------------------------------------------- | -------------------------------------------------------------------------- | -------------------------------------------------------------------------- | -------------------------------------------------------------------------- |
| 20-3-1973                                                                  | Łódź                                                                       | Polonia                                                                    | 4 – 0                                                                      | Stati Uniti                                                                | Amichevole                                                                 | -                                                                          |                                                                            |
| 5-11-1973                                                                  | Port-au-Prince                                                             | Haiti                                                                      | 1 – 0                                                                      | Stati Uniti                                                                | Amichevole                                                                 | -                                                                          |                                                                            |
| 13-11-1973                                                                 | Giaffa                                                                     | Israele                                                                    | 3 – 1                                                                      | Stati Uniti                                                                | Amichevole                                                                 | -                                                                          |                                                                            |
| 15-11-1973                                                                 | Be'er Sheva                                                                | Israele                                                                    | 2 – 0                                                                      | Stati Uniti                                                                | Amichevole                                                                 | -                                                                          |                                                                            |
| Totale                                                                     |                                                                            | Presenze                                                                   | 4                                                                          |                                                                            | Reti                                                                       | 0                                                                          |                                                                            |